# Abella di Castellomata
Abella di Castellomata detta Abella Salernitana (Salerno, ... – ...; fl. XIV secolo) è stata una medica italiana attiva nel XIV secolo, che insegnò nella Scuola Medica Salernitana.

## Biografia
Poco si sa della sua vita, sembra comunque sia vissuta prima di Costanza Calenda, e figurava tra le donne medico appartenenti al gruppo delle Mulieres Salernitanae.
Abella pubblicò due trattati, De atrabile (Sulla bile nera) e De natura seminis humani (Sulla natura del seme umano); di queste opere si è perso traccia e il contenuto non è sopravvissuto fino ai nostri giorni.

## Riconoscimenti
La città di Salerno le ha dedicato una via.